# ハイバーニア (戦艦)

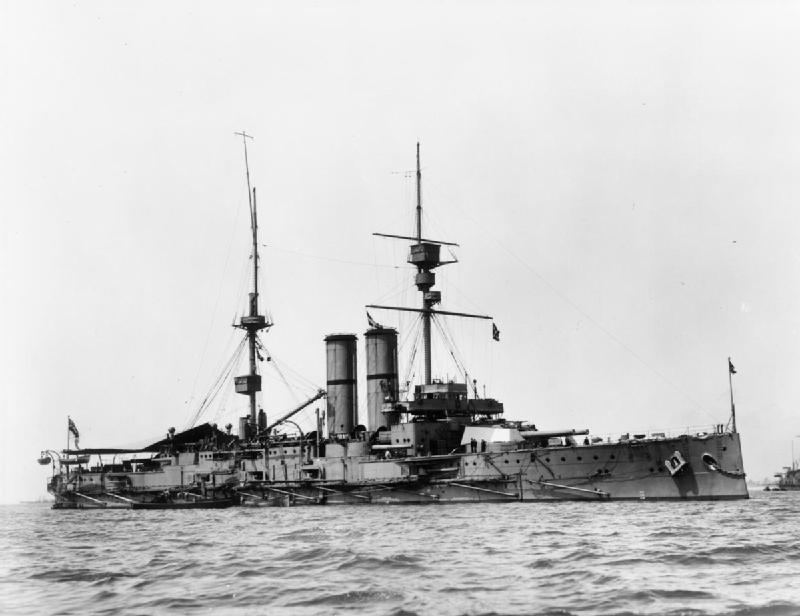
準弩級戦艦ハイバーニア

ハイバーニア (HMS Hibernia) はイギリス海軍の準弩級戦艦。キング・エドワード7世級戦艦の8番艦。

## 艦歴
デヴォンポート工廠で1904年1月6日起工。1905年6月17日進水。1906年12月竣工。1907年1月2日就役。
第一次世界大戦が勃発するとハイバーニアの所属する第3戦艦戦隊はグランドフリートに配属され、ロサイスを拠点とした。1914年11月2日、第3戦艦戦隊は海峡艦隊への増援として派遣され、拠点をポートランドへ移した。1914年11月14日、戦隊はグランドフリートに戻った。
ハイバーニアは1915年11月までグランドフリートで活動した。艦隊の出撃時、ハイバーニアやその同型艦は弩級戦艦の前を航行した。これは、ハイバーニアなどが機雷を発見、または弩級戦艦より先に触雷することで、より貴重な弩級戦艦を守るためであった。
1915年11月、ハイバーニアと戦艦ジーランディア、ラッセル、アルベマールはダーダネルス作戦に投入されることになった。これらの艦は1915年11月6日にスカパ・フローから出航した。だが、航海の最初の夜にハイバーニアは嵐でひどく損傷し、修理のため引き返すことになった。ハイバーニアは1916年1月8日と1月9日のヘレス岬VおよびWビーチからの撤退を援護し、同月中にイギリスへ向かった。1916年2月5日、デヴォンポート工廠に到着。2月と3月はそこで修理を行い、その後グランドフリートに加わった。
1916年4月29日に第3戦艦戦隊はシアネスへ移った。5月3日にはノア管区へ転属となり、そこに1917年10月まで所属した。
1917年には6インチ砲がすべて撤去されて代わりに新型の6インチ砲を4門が搭載され、撤去された6インチ砲の内6基はモニター「マーシャル・ネイ」に搭載された。
1917年10月、退役。1921年11月8日にスクラップとして売却。その後2度転売され、1922年11月に解体のためドイツへ曳航された。